# Matheus Martinelli
Pour les articles homonymes, voir Martinelli.
Matheus Martinelli Lima dit Matheus Martinelli, né le 5 octobre 2001 à Presidente Prudente au Brésil, est un footballeur brésilien qui évolue au poste de milieu défensif avec le Fluminense FC.

## Biographie

### Fluminense FC
Né à Presidente Prudente au Brésil, Matheus Martinelli est formé au Fluminense FC. Le 30 novembre 2020 il fait sa première apparition dans le championnat du Brésil de première division face au Red Bull Bragantino. Il est titularisé lors de cette rencontre où les deux équipes se neutralisent (0-0). Le 2 décembre 2020, il prolonge son contrat avec son club formateur jusqu'en 2024. Le 1er février 2021, il se fait remarquer en inscrivant ses deux premiers buts en professionnel lors de la réception de Goiás EC, en championnat. Ces deux buts permettent à son équipe de l'emporter (3-0 score final). Quinze jours plus tard, il marque son troisième but, face à Ceará SC en championnat. Son équipe s'impose par trois buts à un. Il a part ailleurs été nommé joueur du week-end dans le championnat grâce à ses prestations.
En cinq mois, Martinelli devient titulaire et un joueur clé de Fluminense. Ses prestations attirent plusieurs clubs européens comme l'Arsenal FC ou encore Manchester United,.
Le 18 janvier 2023, Martinelli prolonge son contrat avec le Fluminense FC, étant alors lié au club jusqu'en décembre 2025.

### Style de jeu
Matheus Martinelli est un milieu de terrain qui peut évoluer aussi bien comme milieu défensif que relayeur. Il est décrit comme un joueur capable de dicter le rythme du match, doté d'une grande qualité de passes et de vision du jeu. Par son style il est comparé notamment à Jorginho ou encore Xavi, qui lui vaut le surnom de "Xavinelli" par certains supporters de Fluminense.